# Triplectides flintorum
Triplectides flintorum är en nattsländeart som beskrevs av Ralph W. Holzenthal 1988. Triplectides flintorum ingår i släktet Triplectides och familjen långhornssländor. Inga underarter finns listade i Catalogue of Life.